# 덩치 서바이벌-먹찌빠

《덩치 서바이벌-먹찌빠》는 SBS TV에서 2023년 10월 8일부터 2024년 7월 4일까지 방송 된 리얼 버라이어티 프로그램이다.

## 기획의도
- 내 몸을 사랑하는 덩치들이 ‘광고 모델’을 두고 펼치는 덩치 서바이벌! <먹찌빠>

## 방송 시간
| 방송 채널 | 방송 기간                        | 방송 시간                    | 비고      |
| --------- | -------------------------------- | ---------------------------- | --------- |
| SBS TV    | 2023년 10월 8일 ~ 2024년 3월 3일 | 매주 일요일 오후 4:45 ~ 6:20 | 통합 편성 |
| SBS TV    | 2024년 3월 14일 ~ 2024년 7월 4일 | 매주 목요일 밤 9:00 ~ 10:20  | 통합 편성 |

## 출연진
- 서장훈
- 박나래
- 이국주
- 풍자
- 신기루
- 신동
- 나선욱
- 이규호

## 이전 출연진
- 최준석 (1회 ~ 22회)
- 이호철 (1회 ~ 22회)

## 게스트
- 탁재훈, 이상민 (11회 ~ 12회)
- 김준호, 임원희 (15회 ~ 16회)
- 홍윤화, 김태원, 양배차, 박경호 (17회 ~ 18회)
- 김종국 (19회 ~ 20회)
- 김수로, 강성진 (23회 ~ 24회)
- 이상엽 (25회 ~ 26회)
- 김동현, 홍윤화 (27회 ~ 28회)
- 이호철, 허성태 (29회 ~ 30회)
- 장동민, 한혜진 (31회 ~ 32회)
- 문세윤 (35회)
- 조혜련 (36회)
- 김종민 (37회)
- 정준하 (38회)

## 시청률

### 2023년
최저 시청률과 최고 시청률은 시청률 조사회사와 지역별로 시청률에 차이가 있을 수 있습니다.
| 회차 | 방송일    | AGB 시청률     | AGB 시청률 |
| 회차 | 방송일    | 대한민국(전국) |            |
| ---- | --------- | -------------- | ---------- |
| 1    | 10월 8일  | 2.5%           |            |
| 2    | 10월 15일 | 2.2%           |            |
| 3    | 10월 22일 | 2.8%           |            |
| 4    | 10월 29일 | 2.0%           |            |
| 5    | 11월 5일  | 3.0%           |            |
| 6    | 11월 12일 | 2.3%           |            |
| 7    | 11월 19일 | 2.2%           |            |
| 8    | 11월 26일 | 2.0%           |            |
| 9    | 12월 3일  | 1.8%           |            |
| 10   | 12월 10일 | 2.7%           |            |
| 11   | 12월 17일 | 2.7%           |            |
| 12   | 12월 24일 | 2.5%           |            |
| 13   | 12월 31일 | 2.5%           |            |

### 2024년
최저 시청률과 최고 시청률은 시청률 조사회사와 지역별로 시청률에 차이가 있을 수 있습니다.
| 회차 | 방송일   | AGB 시청률     | AGB 시청률 |
| 회차 | 방송일   | 대한민국(전국) |            |
| ---- | -------- | -------------- | ---------- |
| 14   | 1월 7일  | 2.5%           |            |
| 15   | 1월 14일 | 2.9%           |            |
| 16   | 1월 21일 | 3.2%           |            |
| 17   | 1월 28일 | 2.8%           |            |
| 18   | 2월 4일  | 2.5%           |            |
| 19   | 2월 11일 | 2.1%           |            |
| 20   | 2월 18일 | 2.7%           |            |
| 21   | 2월 25일 | 2.7%           |            |
| 22   | 3월 3일  | 2.3%           |            |
| 23   | 3월 14일 | 2.3%           |            |
| 24   | 3월 21일 | 2.0%           |            |
| 25   | 3월 28일 | 1.8%           |            |
| 26   | 4월 4일  | 2.1%           |            |
| 27   | 4월 11일 | 2.1%           |            |
| 28   | 4월 18일 | 1.8%           |            |
| 29   | 4월 25일 | 1.7%           |            |
| 30   | 5월 2일  | 1.9%           |            |
| 31   | 5월 9일  | 2.2%           |            |
| 32   | 5월 16일 | 1.8%           |            |
| 33   | 5월 23일 | 2.0%           |            |
| 34   | 5월 30일 | 1.9%           |            |
| 35   | 6월 13일 | %              |            |

## 편성 변경 및 결방 사유
2024년
- 2024년 6월 6일 :2026북중미월드컵생중계로인한결방

## 수상 목록
- 2023년 SBS 연예대상 여자 신인상 : 신기루
- 2023년 SBS 연예대상 미식랭스타상 : 박나래
- 2023년 SBS 연예대상 베스트 팀워크상